# Marianna Paulucci

Etiqueta autógrafa de una hoja de herbario, escrita por Marianna Panciatichi Ximenes D'Aragona Paulucci, 1887

Marianna Panciatichi Ximenes d'Aragona Paulucci (Florencia, 3 de febrero de 1835 – Reggello, 7 de diciembre de 1919) fue una malacóloga italiana quién también hizo contribuciones a la botánica y ornitología. Especialista en moluscos no marinos, publicó 32 trabajos malacológicos, describiendo dos géneros y 159 especies, y es conmemorada en alrededor de 40 nombres científicos de organismos: principalmente moluscos, como el tiburón fósil Scyllium pauluccii y la subespecie de ave Sylvia atricapilla pauluccii.

## Biografía
Marianna nació en Florencia en el seno de una familia noble: hija de Ferdinando Panciatichi Ximenes d'Aragona y Giulia De Santo Seigne. En 1853, se casó con el marqués Alessandro Anafesto Paulucci, colega botánico e hijo de Filippo Paulucci.
En 1866 publicó el primer trabajo científico sobre el gasterópodo fósil Murex veranyi.
En 1887, tras la muerte de su marido y diez años después del fallecimiento de su padre, la marquesa tuvo que abandonar tanto sus estudios como sus colecciones para poder dedicarse casi por completo a la administración de sus asuntos familiares. Para ello, donó sus colecciones de moluscos no marinos al Museo de Historia Natural de la Universidad de Florencia y su colección de aves, compuesta por unos 1.200 ejemplares, al Ayuntamiento de San Gimignano, en Italia).
Su colección de hierbas, compuesta por 4.153 ejemplares de 1.492 especies diferentes, fue donada al Instituto Técnico Galileo Galilei. Murió el 7 de diciembre de 1919 en su villa cerca de Reggello.

## Obra

### Algunas publicaciones
- Description d'un Murex fossile du terrain tertiarie subappennin de la vallée de l'Elsa (Toscane) en J. de conchyliologie 14 (6): 64-67, 1866.
- Matériaux pour servir à l'étude de la faune malacologique terrestre et fluviatile de l'Italie et de ses îles. París, Libraire F. Savy, 1878.
- L'esposizione universale del 1878 considerata dal lato conchiologico. Ricordi di M. Paulucci, in Bull. della società malacologica italiana 5 (6): 5-10 1879.
- Escursione scientifica della Calabria1877-78. Fauna malacologica. Specie terrestrie fluviatili enumerate e descritte da M. Paulucci con tavole illustrative, Florencia, Coi tipi dell'arte e della stampa, 1880.
- Molluschi fluviatili italiani inviati come saggio alla esposizione internazionale della Pesca in Berlino, en Esposizione internazionale di Pesca in Berlino 1880. Sección italiana. Catalogo degli espositori e delle cose esposte, Florencia, Stamperia Reale, p. 189-209.
- Contribuzione alla fauna malacologica italiana. Specie raccolte dal Dr G. Cavanna negli anni 1878, 1879, 1880. Con elenco delle conchiglie abruzzesi e descrizione di due nuove Succinea, en Bull. della Società malacologica italiana 7: 69-180 1881.
- Note malacologiche sulla fauna terrestre e fluviale dell'isola di Sardegna, en Bull. della società malacologica italiana 8: 139-381, 1882.
- Fauna italiana. Comunicazioni malacologiche. Articolo nono. Conchiglie terrestri e d'acqua dolce del Monte Argentario e delle isole circostanti, en Bull. della società malacologica italiana 12: 5-64 1886.
- Il parco di Sanmezzano e le sue piante, en Bull. della R. società toscana di orticoltura 14: 216-221, 1889; 236-243, 280-284, 298-305, 345-348.
- Il parco di Sanmezzano e le sue piante, en Bull. della R. società toscana di orticoltura 15: 13-18 1890; 136-142.
- con Ezio Marri. Siena, distretto di San Gimignano, en Enrico Hyllier Giglioli (a cura di), Primo resoconto dei risultati della inchiesta ornitologica in Italia. Parte seconda. Avifaune locali. Risultati della inchiesta ornitologica nelle singole province, Florencia, Le Monnier, 1890, p. 424-431.